# Alternative Press Music Awards 2015
Die zweiten Alternative Press Music Awards wurden am 22. Juli 2015 in der Quicken Loans Arena, dem Heimstadion des NBA-Clubs Cleveland Cavaliers, ausgetragen. Moderatoren waren Alex Gaskarth und Jack Barakat von All Time Low.
Vom roten Teppich aus wurde die Veranstaltung von Keith Buckley (Every Time I Die) und Ash Costello (New Years Day) moderiert. Es wurde bekanntgegeben, dass Rob Zombie für seine Erfolge im Bereich Musik und Film mit dem Vanguard Award und die Punkband X mit dem Icon Award ausgezeichnet würden. Zudem wurde spontan eine Zusammenarbeit mit dem sozialen Netzwerk Tumblr beschlossen, sodass auch eine weitere Auszeichnungskategorie angekündigt wurde.

## Hintergrund
Am 8. Januar 2015 wurde bekanntgegeben, dass die zweiten Alternative Press Music Awards in der Quicken Loans Arena in Cleveland, Ohio stattfinden werden. Als Moderatoren wurden Alex Gaskarth und Jack Barakat von der Pop-Punk-Band All Time Low angekündigt. Die Aftershow-Party soll, wie im Vorjahr, auf dem Gelände des Rock And Roll Hall Of Fame And Museum ausgetragen werden. Ash Costello von New Years Day und Keith Buckley von Every Time I Die moderierten die Veranstaltung am roten Teppich.
Am 5. März 2015 wurde eine neue Kategorie, in welcher das beste Musikvideo gekürt werden soll, vorgestellt. In dieser wurden Bring Me the Horizon, A Day to Remember, Set It Off!, Fall Out Boy, Modern Baseball und PVRIS nominiert. Die Nominierungen für die restlichen Kategorien wurden am 31. März 2015 bekanntgegeben. Am selben Tag startete das Voting, welches am 6. Juli 2015 beendet sein wird.
Der Ticketverkauf begann am 3. April 2015 um 10 Uhr CET. Am 15. Juni 2015 wurde angekündigt, dass Rob Zombie für seine Erfolge in der Musik- und Filmindustrie mit dem Vanguard Award, einem der beiden Hauptpreise, ausgezeichnet würde. Der andere Hauptpreis, der Icon Award, ging an die Punkband X. Durch eine beschlossene Zusammenarbeit mit dem sozialen Netzwerk Tumblr wurde eine zusätzliche Kategorie eingeführt, den Tumblr Fandom Of The Year Award. Der Gewinner wurde durch die Redaktion des Magazins bekanntgegeben.
All Time Low gewannen bei den zweiten Alternative Press Music Awards insgesamt drei Preise und waren damit die Gewinner des Abends.

## Übertragung
Auch in diesem Jahr wurde die Veranstaltung bei AXS TV in den Vereinigten Staaten ausgestrahlt. Die Premierenveranstaltung brachte dem Sender die höchste Zuschauerrate überhaupt in ihrer Geschichte ein.

## Auftritte
Sum 41 gaben im Rahmen der Preisverleihung ihr Comeback, nachdem Sänger Deryck Whibley nach langanhaltenden gesundheitlichen Problemen wieder fit ist. Auch wurden Auftritte von Panic! at the Disco, Taking Back Sunday, Motionless in White, All Time Low, ein Spezialauftritt von New Found Glory mit Hayley Williams, sowie von Echosmith, Halestorm und den Madden Brothers angekündigt. Am 21. Mai 2015 wurden weitere Auftritte unter anderem von Parkway Drive, As It Is, While She Sleeps, Bullet for My Valentine und Motion City Soundtrack angekündigt. Knapp einen Monat später wurden mit Pierce the Veil, Rob Zombie und X angekündigt.

## Nominierungen

### Ehrenpreise

#### Vanguard Award
- Rob Zombie[2]

#### Icon Award
- X[2]

### Hauptkategorien
| Album des Jahres präsentiert von Journeys: | Lied des Jahres präsentiert von Epitaph Records: |
| --- | --- |
| - Gewinner: - Black Veil Brides – Black Veil Brides - Nominierte: - Beartooth – Disgusting - Circa Survive – Descensus - Every Time I Die – From Parts Unknown - frnkiero andthe cellabration – Stomaches - Gerard Way – Hesitant Alien - Issues – Issues - La Dispute – Rooms of the House - Linkin Park – The Hunting Party - Real Friends – Maybe This Place Is The Same And We're Just Changing | - Gewinner: - Sleeping with Sirens – Kick Me - Nominierte: - Beartooth – Beaten in Lips - Motionless in White – Reincarnate - Real Friends – I Don't Love You Anymore - Set It Off! – Why Worry - PVRIS – My House |
| Künstler des Jahres präsentiert von Monster Energy Drink: | Bestes Musikvideo präsentiert von Journeys: |
| - Gewinner: - Issues - Nominierte: - Against Me! - Black Veil Brides - Crown the Empire - Motionless in White - New Found Glory - Of Mice & Men - Slipknot - Taking Back Sunday - Weezer | - Gewinner: - Bring Me the Horizon – Drown - Nominierte: - A Day to Remember – End of Me - Fall Out Boy – Centuries - Modern Baseball – Your Graduation - PVRIS – St. Patrick - Set It Off! – Why Worry            |
| Beste Newcomer-Band präsentiert von Splat!: | Beste Underground-Band präsentiert von Sumerian Records: |
| - Gewinner: - PVRIS - Nominierte: - Beartooth - Echosmith - Modern Baseball - Neck Deep - This Wild Life | - Gewinner: - Being as an Ocean - Nominierte: - The Hotelier - Knuckle Puck - Major League - State Champs - Tigers Jaw                                                                                             |
| Beste internationale Band | Beste Liveband präsentiert von Macbeth Footwear: |
| - Gewinner: - The 1975 - Nominierte: - The Amity Affliction - Marmozets - New Politics - Northlane - Crossfaith | - Gewinner: - A Day to Remember - Nominierte: - letlive. - Panic! at the Disco - Paramore - twenty one pilots - The Wonder Years                                                                                   |

### Persönliche Auszeichnungen
| Bester Sänger | Bester Gitarrist |
| --- | --- |
| - Gewinner: - Hayley Williams (Paramore) - Nominierte: - Tyler Carter (Issues) - Vic Fuentes (Pierce the Veil) - Lynn Gunn (PVRIS) - Adam Lazzara (Taking Back Sunday) - Jeremy McKinnon (A Day to Remember)                                                                     | - Gewinner: - Tony Perry (Pierce the Veil) - Nominierte: - Arun Bali (Saves the Day) - Jordan Buckley (Every Time I Die) - Kevin Skaff (A Day to Remember) - Will Swan (Dance Gavin Dance) - Jacky Vincent (Falling in Reverse) |
| Bester Bassist präsentiert von Razor & Tie: | Bester Schlagzeuger präsentiert von DW Drums: |
| - Gewinner: - Zack Merrick (All Time Low) - Nominierte: - Kyle Fasel (Real Friends) - Jeph Howard (The Used) - Ryan J. Johnson (letlive.) - Devin Sola (Motionless in White) - Dallon Weekes (Panic! at the Disco)                                                               | - Gewinner: - Rian Dawson (All Time Low) - Nominierte: - Cyrus Bolooki (New Found Glory) - Jake Garland (Memphis May Fire) - Adam Gray (Texas in July) - Matt Greiner (August Burns Red) - Luke Holland (The Word Alive)        |
| Soziales Engagement präsentiert von Sub City/Take Action: | Beste Fangemeinde präsentiert von Fearless Records: |
| - Gewinner: - Taking Back Sunday (American Cancer Society) - Nominierte: - Andrew McMahon in the Wilderness (Dear Jack Foundation) - Bayside (The Human Rights Campaign) - Koji (Doctors Without Borders) - Jake Luhrs (HeartSupport) - Simple Plan (The Simple Plan Foundation) | - Gewinner: - All Time Low (Hustlers) - Nominierte: - Crown the Empire (The Runaways) - Fall Out Boy (Overcast Kids) - Motionless in White (Creatures) - Paramore (Parafamily) - twenty one pilots (Skeleton Clique)            |
| Fandom des Jahres präsentiert von Tumblr: | |
| - Gewinner: - 5 Seconds of Summer - Nominierte: - All Time Low - Fall Out Boy - Panic! at the Disco - The 1975 - twenty one pilots | |

## Kritik
Viele Zuschauer äußerten in mehreren Social-Media-Plattformen Unverständnis für die Verleihung des Tumblr Fandom of the Year-Awards an die australische Pop-Rock-Band 5 Seconds of Summer. Einige schrieben, dass die Gruppe bloß aufgrund ihrer großen Zuläuferschaft im Internet gewonnen hätte. Andere fragten höhnisch, was die Band mit der alternativen Rockmusik zu tun habe, weitere Nutzer sprachen der Gruppe ab, relevant in der alternativen Musik zu sein.

## Reichweite
Allein in der ersten Austragung im Jahr 2014 wurden knapp mehr als 300.000 Votings gezählt. Diese Marke wurde bei dieser Austragung deutlich überschritten. Dabei hieß es, dass ein Drittel aller abgegebenen Stimmen aus Übersee abgegeben wurden.